# Inno alla carità
L'Inno alla carità (o anche Inno dell'amore) è il nome con cui viene identificato un famoso brano tratto dal tredicesimo capitolo della Prima lettera ai Corinzi (13,1-13) di Paolo di Tarso, nel quale viene esaltata la virtù teologale della carità cristiana come atteggiamento interiore.
Il brano è stato rielaborato anche in opere letterarie e in canti liturgici cristiani.

## Contesto

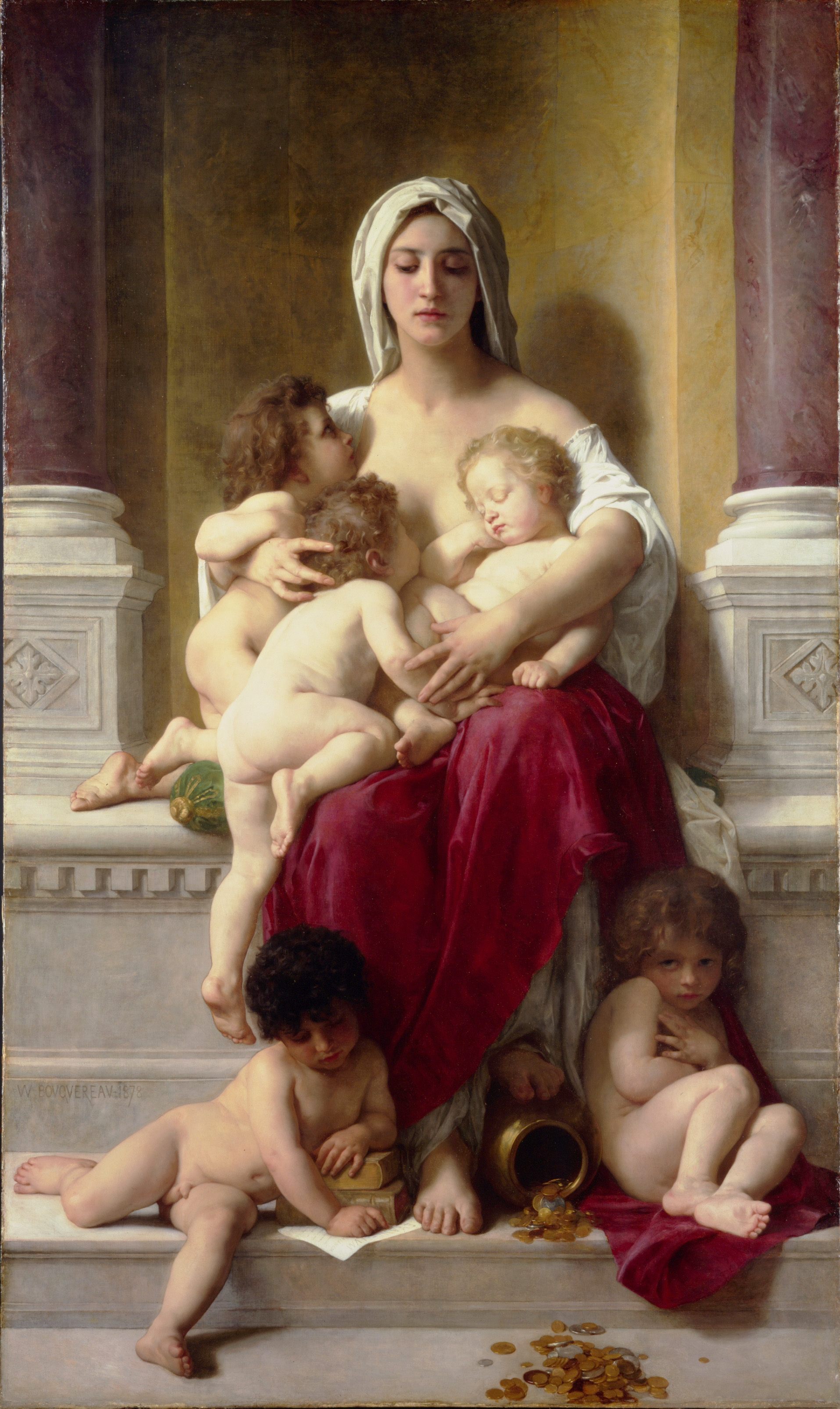
William-Adolphe Bouguereau (1825-1905) - Carità

Nella Prima lettera ai Corinzi, Paolo si rivolge ad una comunità cristiana (quella di Corinto) che cerca di definire meglio la sua identità, non solo in termini di dottrina: una delle questioni centrali affrontate nella lettera è infatti cosa significhi realmente essere "cristiano".
La maggior parte del capitolo precedente è dedicata ai carismi (i doni dello Spirito Santo, come la profezia o il dono delle lingue) (12,1-10); dalle parole di Paolo sembra trasparire una sorta di conflitto riguardo al possesso di tali doni, ed è per questo che egli prosegue spiegando che anche nella diversità dei carismi, senza la carità, questi non valgono nulla.

## Contenuti
Il brano (13,1-13), che è fondamentalmente un'esaltazione della virtù della carità, indicata come la preminente fra le virtù cristiane, può essere diviso in tre parti:
1. Nella prima (13,1-3[5]) la carità è descritta come atteggiamento interiore, in confronto ad altre forme di amore "esteriore"; anche rispetto ai doni più ricchi, l'uomo senza carità non ha valore morale. In particolare Paolo usa il termine "agape" (che esprime la donazione totale di sé all'altro) anziché il termine quasi sinonimo di "eros" (che invece presuppone possesso e appagamento).
2. Nella seconda parte (13,3-7[6]) vengono descritte le caratteristiche della carità («la carità è paziente, [...] benigna, non è invidiosa, non si vanta, ...») e di conseguenza gli atteggiamenti d'animo e le virtù che hanno essa come presupposto.
3. Nella terza parte (13,8-12[7]), Paolo si sofferma sul valore «eterno» della carità («la carità non avrà mai fine») rispetto agli altri doni, che «svaniranno» nel momento della beatitudine eterna.
4. Nell'ultimo versetto (13,13[8]), l'autore sottolinea come, anche in confronto alle altre virtù teologali e dunque «eterne», la carità sia la più grande: «Queste dunque le tre cose che rimangono: la fede, la speranza e la carità; ma di tutte più grande è la carità».

## Citazioni celebri
Lo scrittore inglese George Orwell nel romanzo Fiorirà l'aspidistra del 1936 cita l'Inno alla carità, sostituendo alla parola «carità» il termine «denaro», distorcendone e alterandone volutamente il senso: «Il denaro sa resistere a lungo, ed è benigno; il denaro non invidia [...]».
Da un verso dell'Inno alla carità (13,12: «Poiché ora vediamo [Dio] come in uno specchio, in modo oscuro; ma allora vedremo faccia a faccia») è stato tratto il titolo del film Come in uno specchio (1961) di Ingmar Bergman.
L'intero Inno alla carità è il testo della composizione musicale che fa da colonna sonora al film Tre colori - Film blu (1993) di Krzysztof Kieślowski, cantato in greco.
Nel film Mission di Roland Joffe del 1986, la voce fuori campo del protagonista Rodrigo Mendoza, interpretato da Robert De Niro, legge alcuni passi della Prima Lettera ai Corinzi,13 mentre scorrono immagini della sua integrazione nella comunità della missione, appena prima della scelta di prendere i voti. Significative sono le scelte di traduzione (nel doppiaggio italiano, per cui "carità" è sempre reso con "amore") e le integrazioni di senso, rispettose tuttavia del testo.
Un verso dell'inno è stato citato da Barack Obama nel discorso tenuto nella cerimonia inaugurale della sua presidenza, il 20 gennaio 2009 a Washington.
La cantautrice canadese Joni Mitchell lo adatta nel brano Love all'interno dell'album Wild things run fast (1982).